# イエスタデイズ〜大切な贈りもの〜
「イエスタデイズ〜大切な贈りもの〜」（イエスタデイズ〜たいせつなおくりもの〜）は、日本のシンガーソングライター・榎本くるみの8作目（インディーズ作品およびくるみ名義時代の作品を含めた通算では12作目）のシングル。

## 解説
2008年第2弾シングルであり、初の映画主題歌。
PVは、タイアップ作品『イエスタデイズ』の監督を務める窪田崇が製作した。

## 収録曲
1. イエスタデイズ〜大切な贈りもの〜 [5:26]
エスピーオー配給映画『イエスタデイズ』主題歌。
2. さよならの居場所 [5:23]

- 全曲、作詞/作曲：榎本くるみ/MOR

## 収録アルバム
- NOTEBOOK II〜冒険ノート中〜(#1)